# .sh
Pour extension de nom de fichier .sh, voir Bourne shell.
Pour les articles homonymes, voir SH.
.sh est le domaine de premier niveau national (country code top level domain : ccTLD) réservé à l'île Sainte-Hélène (Royaume-Uni). Il est aussi parfois utilisé pour des sites en rapport avec le code en bash.